# Чеху-Сілванієй
Чеху-Сілванієй (рум. Cehu Silvaniei) — місто у повіті Селаж в Румунії. Адміністративно місту підпорядковані такі села (дані про населення за 2002 рік):
- Мотіш (756 осіб)
- Надіш (591 особа)
- Улчуг (1035 осіб)
- Хороату-Чехулуй (222 особи)

Місто розташоване на відстані 400 км на північний захід від Бухареста, 26 км на північ від Залеу, 77 км на північний захід від Клуж-Напоки.

## Населення
За даними перепису населення 2002 року у місті проживали 8008 осіб.
Національний склад населення міста:
| Національність | Кількість осіб | Відсоток |
| -------------- | -------------- | -------- |
| угорці         | 3964           | 49,5%    |
| румуни         | 3794           | 47,4%    |
| цигани         | 237            | 3,0%     |
| німці          | 9              | 0,1%     |
| українці       | 2              | < 0,1%   |

Рідною мовою назвали:
| Мова       | Кількість осіб | Відсоток |
| ---------- | -------------- | -------- |
| румунська  | 4013           | 50,1%    |
| угорська   | 3978           | 49,7%    |
| циганська  | 7              | 0,1%     |
| німецька   | 7              | 0,1%     |
| українська | 2              | < 0,1%   |

Склад населення міста за віросповіданням:
| Релігія                                       | Кількість осіб | Відсоток |
| --------------------------------------------- | -------------- | -------- |
| православні                                   | 3852           | 48,1%    |
| реформати                                     | 3492           | 43,6%    |
| римо-католики                                 | 282            | 3,5%     |
| греко-католики                                | 64             | 0,8%     |
| баптисти                                      | 62             | 0,8%     |
| адвентисти                                    | 41             | 0,5%     |
| п'ятдесятники                                 | 29             | 0,4%     |
| не релігійні                                  | 7              | 0,1%     |
| атеїсти                                       | 2              | < 0,1%   |
| унітарії                                      | 1              | < 0,1%   |
| лютерани (Синодально-пресвітеріанська церква) | 1              | < 0,1%   |
| лютерани                                      | 1              | < 0,1%   |
| лютерани (Аугсбурзького сповідання)           | 1              | < 0,1%   |
| не вказали релігію                            | 4              | < 0,1%   |

## Зовнішні посилання
- Дані про місто Чеху-Сілванієй на сайті Ghidul Primăriilor [Архівовано 7 червня 2009 у Wayback Machine.]